# Copa Mundial Femenina de Fútbol de 2031
La Copa Mundial Femenina de la FIFA 2031 será la undécima edición de la Copa Mundial Femenina de la FIFA, el campeonato internacional cuatrienal de fútbol femenino disputado por las selecciones nacionales femeninas que representan a las asociaciones miembro de la FIFA. Será la primera edición en la que participarán 48 equipos nacionales. La sede del torneo se decidirá en 2026.

## Elección del país anfitrión
Está previsto que el Congreso de la FIFA decida la nación anfitriona de la Copa Mundial Femenina de 2031 el 30 de abril de 2026 en Vancouver, Canadá, dos años después de la elección de sede para la edición de 2027. Las normas de candidatura fueron aprobadas el 5 de marzo de 2025. 
Una única candidatura fue confirmada por la FIFA el 3 de abril de 2025, después de haber expresado su interés en albergar la Copa Mundial Femenina de la FIFA 2031. Sin embargo, la candidatura deberá superar el proceso de evaluación.
- Candidatura oficial

1. Estados Unidos -   otras federaciones miembro de la Concacaf

La U.S. Soccer Federation fue la única en presentar una declaratoria de interés, con la posibilidad de incluir a otras federaciones miembro de la Concacaf (sin revelar a los otros posibles coanfitriones) para organizar el torneo de manera conjunta.
- Países seleccionados
  -  Estados Unidos -  México

Se reveló el 27 de mayo de 2025 que México se uniría a Estados Unidos como coanfitrión, sin embargo, el o los coanfitriones deberán superar el proceso de evaluación.
La sede oficial del torneo será anunciada oficialmente por la FIFA el 30 de abril de 2026.
Previamente, el 29 de abril de 2024, la Federación de Fútbol de Estados Unidos y la Federación Mexicana de Fútbol anunciaron conjuntamente que retirarían su candidatura para la Copa Mundial Femenina de Fútbol de 2027 y, en cambio, presentarían su candidatura para la edición de 2031. Estados Unidos anteriormente fue sede de la edición 1999 y la edición 2003, mientras que México nunca ha sido sede de una Copa Mundial Femenina. Ambos países son coanfitriones de la Copa Mundial de Fútbol de 2026 junto con Canadá; Los medios de comunicación especularon que la proximidad de los dos eventos junto con los Juegos Olímpicos de Los Ángeles 2028 puede haber sido un factor en el cambio del plan de candidatura. Otros eventos de la FIFA que los dos países han albergado son la Copa Mundial de Fútbol de 1970, el Copa Mundial de Fútbol Juvenil de 1983, la Copa Mundial de Fútbol de 1986, la Copa FIFA Confederaciones 1999 y la Copa Mundial de Fútbol Sub-17 de 2011 para México y la Copa Mundial de Fútbol 1994, la Copa América Centenario, la Copa América 2024 y la Copa Mundial de Clubes de la FIFA 2025 para Estados Unidos. Además, ambos países han sido sede de la Copa Oro de la Concacaf.
- Candidaturas descartadas
- China

En octubre de 2022, la Administración General de Deportes de China y la Asociación China de Fútbol anunciaron un nuevo programa de fútbol femenino que incluiría una candidatura para albergar la Copa Mundial Femenina de la FIFA 2031.  El país fue sede del torneo inaugural en 1991 y ganó los derechos para albergar la edición de 2003, pero en su lugar fue sede de Estados Unidos debido a la epidemia de SARS. La edición de 2007 fue concedida automáticamente a China por la FIFA como compensación.  Otros torneos de la FIFA que China ha albergado incluyen la Copa Mundial Sub-17 de 1985 y la Copa Asiática de 2004.
- Escocia -  Gales -  Inglaterra -  Irlanda del Norte -  Repúbica de Irlanda

En mayo de 2023, la Asociación de Fútbol anunció su intención de presentar su candidatura tras el éxito de su equipo femenino en la Eurocopa femenina de la UEFA 2022 y la gran asistencia al estadio de Wembley para la final de la Copa FA femenina de 2022. Esta sería la primera vez que Inglaterra organiza un torneo femenino, aunque tiene una importante experiencia como anfitrión, incluida la UEFA Sub-18 de 1963, la Copa Mundial de la FIFA de 1966, la UEFA Sub-18 de 1983, la UEFA Sub-18 de 1993, la Eurocopa de 1996 y la UEFA Sub-18 de 2001. 16, UEFA Sub-17 de 2018, y varios partidos de la UEFA Euro 2020.  También se ha observado una candidatura counjuta con Escocia, Gales, Irlanda del Norte (Reino Unido) y la República de Irlanda similar a su exitosa candidatura a la Eurocopa 2028.
Finalmente se presentó formalmente una declaración de interés conjunta entre los cuatro países del Reino Unido (Escocia, Gales, Inglaterra e Irlanda del Norte) para organizar la Copa Mundial Femenina de Fútbol de 2035.
- España

En mayo de 2023, la exalcaldesa de Barcelona, Ada Colau, propuso una candidatura para que Barcelona albergara la Copa Mundial Femenina de la FIFA 2031.  Tras la victoria en la Copa Mundial Femenina de la FIFA 2023, la vice primera ministra segunda y ministra de Trabajo, Yolanda Díaz, propuso al presidente de gobierno, Pedro Sánchez una candidatura para la Copa del Mundo.  La experiencia anterior de España como sede de Torneos de la FIFA incluye la Copa Mundial de la FIFA de 1982, la Eurocopa de 1964, las Copas de la UEFA Sub-18 de 1957, 1972, 1994, la Copa de la UEFA Sub-21 de 1996, la Copa de la UEFA Sub-16 de 1988 y la próxima Copa Mundial de la FIFA 2030.
- Marruecos

En octubre de 2023, el presidente de la Real Federación Marroquí de Fútbol, declaró su interés en postularse para albergar la Copa Mundial Femenina de la FIFA 2031,  tras la selección de Marruecos de albergar la Copa Mundial de la FIFA 2030  y el debut del equipo femenino en la Copa Mundial Femenina de la FIFA 2023. Esta sería la primera vez que Marruecos acoge un torneo femenino de la FIFA. Marruecos anteriormente fue sede de la Copa Africana de Naciones de 1988 y ganó los derechos para albergar la edición de 2015, pero fue recompensado con Guinea Ecuatorial debido a la epidemia de ébola.  Marruecos también fue sede del Campeonato Africano de Naciones de 2018, la Copa Africana de Naciones Femenina de 2022, la Copa Africana de Naciones Sub-23 de 2023 y muchos torneos bajo la bandera de la UNAF y está a punto de albergar la Copa Africana de Naciones Femenina 2024 y la Copa Africana de Naciones de 2025. El único torneo de la FIFA que acogió Marruecos fueron las ediciones de 2013, 2014 y 2022 de la Copa Mundial de Clubes de la FIFA.
- Sudáfrica

El 24 de noviembre de 2023, la Asociación Sudafricana de Fútbol anunció la retirada de su candidatura para la edición de 2027 en favor de una candidatura de 2031. Sudáfrica ha sido sede anteriormente de la AFCON 1996, la WAFCON 2000, la WAFCON 2004, Copa FIFA Confederaciones 2009, Copa Mundial de Fútbol de 2010, AFCON Sub-20 2011, AFCON 2013 y la CHAN 2014. Sin embargo, Sudáfrica no presentó una declaratoria de interés formalmente.